# آندره‌زل
آندره‌زل (به فرانسوی: Andrezel) یک کمون در فرانسه است که در Canton of Mormant واقع شده‌است.

## خصوصیات
آندره‌زل ۸٫۰۸ کیلومترمربع مساحت و ۳۲۳ نفر جمعیت دارد.